# Jōji Yūki
Joji Yuuki es un personaje ficticio perteneciente a la serie Kamen Rider V3, interpretado por Takehisa Yamaguchi.

## EnKamen Rider V3
Joji Yuuki era un científico formado en Destron, pero Marisco Armado lo acusó de traidor, acusándolo de ayudar a V3 a triunfar sobre Destron, y es condenado a muerte. Pero sus compañeros científicos lo rescatan de su sentencia, la cual era caer en una tina de ácido. Yuuki se salva, pero su brazo se degrada con el ácido.
Sus compañeros lo operan (como es costumbre en los Riders), implantándole un brazo mecánico. Más tarde, Yuuki adquiere la identidad de Riderman. En un principio, Riderman ayudaba a Destron, ya que era fiel al Gran Líder, a quien consideraba un buen hombre, así que confronta a Kamen Rider V3, sosteniendo así el primer combate entre Riders. V3 convence a Riderman de que Destron es una malvada organización, con lo que ambos luchan contra Destron, juntos.
Riderman ayuda a V3 a infiltrarse en la Base de Destron. V3 y Riderman combaten a Crawganna, la forma final de Marisco Armado, quien planea destruir Tokio con un misil. Pero Riderman se infiltra dentro del misil, activando una bomba dentro, y sacrificando su vida en la explosión. V3, al ver el sacrificio de Riderman, lo nombra el Kamen Rider N° 4, como un tributo.
Pero algo ocurrió, que Riderman, misteriosamente, no murió en la explosión. El sobrevivió, y reaparece en Kamen Rider X.

## EnKamen Rider X
Riderman reaparece, junto a los otros Riders, para ayudar a X en un Team-Up.

## EnKamen Rider Stronger
Riderman, junto a los otros Riders, más Amazon, asisten a Stronger en su batalla final contra el Ejército Delza.

## EnSkyrider
Riderman, junto a los otros Riders, más Stronger, asisten a Skyrider en su batalla final contra Neo-Shocker.

## EnKamen Rider Super-1
Los Riders solo aparecen en la película de Super-1, donde lo asisten en su batalla.

## EnKamen Rider ZX
Los Riders se reúnen para destruir al Imperio Badan, pero el Nuevo Rider, ZX, se impone ante Riderman y Super-1. Kazami, entonces, debe explicarle a ZX, mediante un video, el mundo de los Kamen Riders.

## EnKamen Rider Black RX
Los Rider se reúnen en el Arizona para entrenar, para así poder ayudar a Black RX en sus últimas batallas contra el Imperio Crisis.

## Datos
Es el primer Rider que no se transforma mediante un Cinturón Henshin, sino mediante su casco, que al ponérselo se transforma en Riderman. Su arma se llama Rope Arm (Lo que lo convierte en el primer Rider con un arma propia), que le da variadas técnicas de ataque. Su motocicleta se llama Rider Machine.
En Kamen Rider Spirits se cuenta lo sucecido en Tahití,donde tiene amnesia y es perseguido por un resucitado Mariscal Yoroi
- Datos: Q2478370